# Arto Satonen
Arto Olavi Satonen, född 20 oktober 1966 i Vammala (i nuvarande Sastamala), är en finländsk samlingspartistisk politiker, företagare och samhällsvetare. År 1997 avlade han samhällsvetarexamen vid Lapplands universitet.
Satonen invaldes i riksdagen i riksdagsvalet 2003. I riksdagsvalet 2011 omvaldes han för en tredje mandatperiod med 7 021 röster från Birkalands valkrets.

## Utmärkelser
- Riddartecknet av I klass av Finlands Vita Ros’ orden,  6 december 2011[2]
- Krigsinvalidernas förtjänstkors,  27 april 2016[3]
- Kommendörstecknet av Finlands Lejons orden,  6 december 2019[2]
- Kommendörstecknet av Finlands Vita Ros’ orden,  6 december 2024[4]

[Redigera Wikidata]